# Moua Pihaa
Moua Pihaa est un volcan sous-marin de la France situé dans l'océan Pacifique et appartenant à l'archipel des Îles du Vent.

## Géographie
Moua Pihaa est situé dans l'océan Pacifique, en Polynésie française, dans les Îles du Vent, au sud-ouest de Mehetia, île la plus orientale et seul volcan aérien actif de ce groupe d'îles.
Avec son sommet culminant à 180 mètres sous le niveau de la mer et ses pentes très raides, ce volcan sous-marin est le plus grand d'un groupe de monts sous-marins s'étirant entre Mehetia et Tahiti, à proximité du point chaud ayant donné naissance à l'archipel des îles du Vent.

## Histoire
Moua Pihaa a été sismiquement actif du 22 au 29 avril 1969 et du 21 au 23 juin 1970 ce qui laisse penser que des éruptions sous-marines se sont produites,.